# 수단의 국가
우리는 하느님과 우리 땅의 전사(아랍어: نحن جند الله جند الوطن)는 수단의 국가이다.

## 아랍어 가사
نحن جند الله جند الوطن
إن دعى داعي الفداء لم نخن
نتحدى الموت عند المحن
نشتري المجد بأغلى ثمن
هذه الأرض لنا
فليعيش سوداننا
علماً بين الأمم
يا بني السودان هذا رمزكـم
يحمل العبء و يحمي أرضكم

## 아랍어 음역
Naḥnu Jundu-llāh jundul waṭan.
Indaʿa dāʿīll-fidā′ lam nakhun.
Nataḥaddal maut ʿind-al miḥan.
Nashtarīl majd bi-aghlā thaman.
Hadhihil arḍ lanā Falayaʿīsh :Sūdānunā,ʿalaman bainal Umam.
Yā banī-s Sudān, hadhā ramzukum;
Yaḥmalil uʿba′, wa yaḥmī arḍakum.

## 한국어 해석
우리는 하느님과 우리 땅의 전사
희생을 위해 불릴때 결코 실패하지 않는다.
죽음과 역경을 통해 극복하리라.
가장 높은 가치의 영광을 얻으리라.
이 땅은 우리것이다, 수단이여 영원하라,
국가들 사이의 표준이여.
오, 수단의 아들들이여, 이것이 그대들의 상징이다.
그대의 짐을 떠맡고, 그대의 땅을 수호하는.